# Enucleación ocular
La enucleación ocular es la extirpación quirúrgica del globo ocular después de seccionar el nervio óptico y los músculos extrínsecos del globo ocular. La extirpación ocular origina una anoftalmía adquirida de uno o de los dos ojos.

## Otras técnicas
- Evisceración ocular o vaciamiento del globo ocular: es la extirpación quirúrgica del contenido del globo ocular, pero conservando la esclerótica, las inserciones de los músculos extraoculares y el nervio óptico.
- Exenteración orbitaria: es la extirpación quirúrgica de todo el contenido de la cavidad orbitaria.[2]

## Indicación
La extirpación quirúrgica completa de uno o ambos ojos puede deberse a varios motivos:
- Un traumatismo grave que destruye el globo ocular
- Cuerpos extraños intraoculares que no se pueden quitar y causan irritación
- Un tumor ocular, como por ejemplo un melanoma uveal, un retinoblastoma unilateral o un estafiloma anterior.
- Iridociclitis, tuberculosis ocular y glaucoma, cuando se acompañan de dolor intenso y proceso inflamatorio.
- Para la prevención y tratamiento de oftalmitis simpática.
- Panoftalmitis temprana.
- Para mejorar estéticamente en los ojos ciegos y desfigurados.
- Como técnica de momificación.[3]

## Tratamiento
El tratamiento es principalmente estético y se basa en la utilización de prótesis oculares.